# 高田公司
高田公司（日语：タカタ株式会社）是日本一家已破產的汽车零部件制造商，曾為世界上最大的汽车安全气囊制造商。
2013年，由于汽车安全气囊的材料瑕疵造成一系列生命损失，被迫在全球召回多家廠牌360万辆汽车。随后，美国国家公路交通安全管理局要求其在全美召回超过4200万辆汽车。2017年6月25日，高田公司申报破产保护。中國寧波均勝電子公司旗下、美国密西根州的Key Safety Systems（KSS）出资16亿美元收购其资产。

## 历史

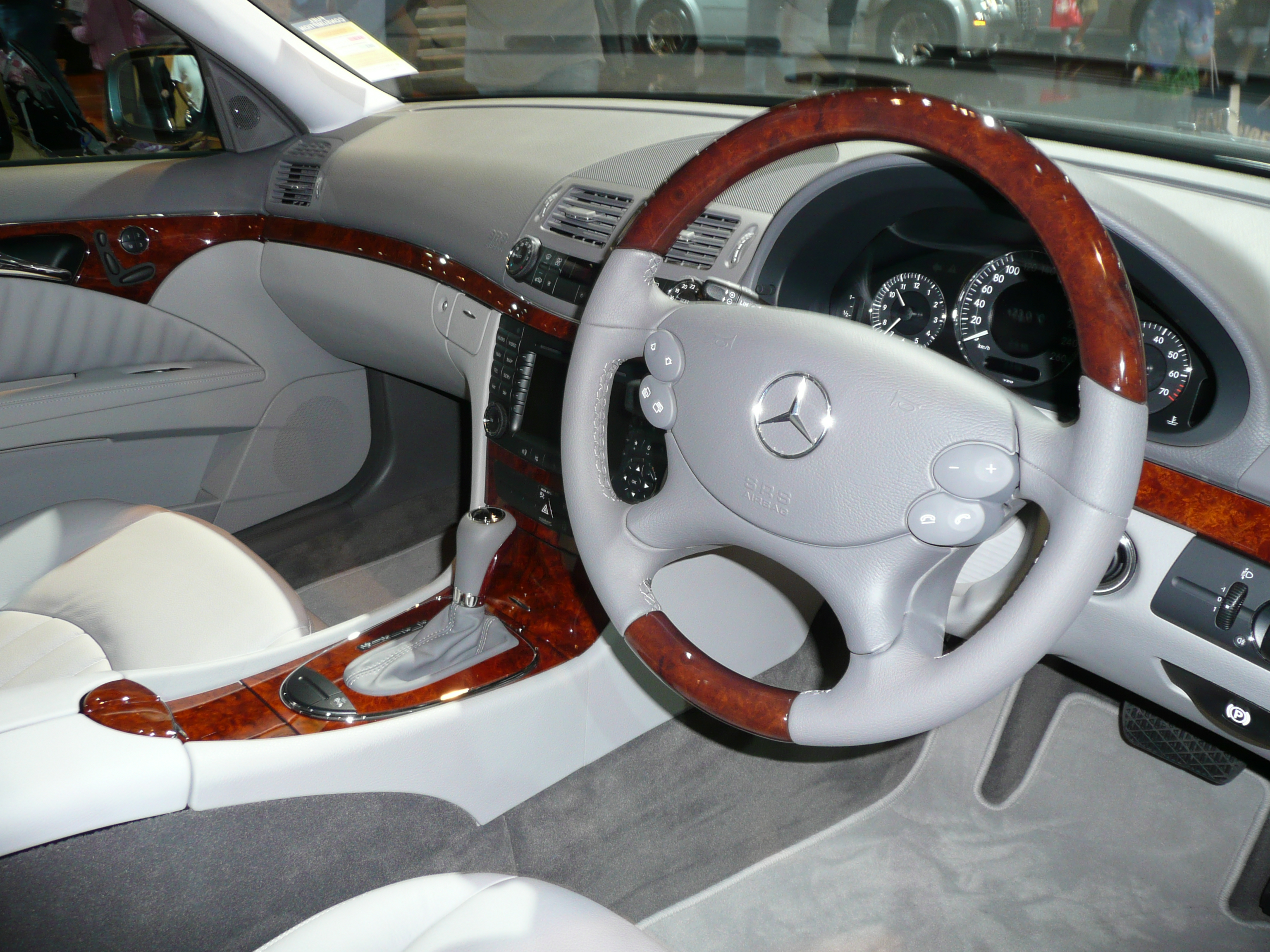
梅赛德斯-奔驰E级车使用的高田方向盘

1933年由高田武三於滋賀縣彥根市创立，生产降落傘的线绳与其它织物。1950年代初期开始研制安全带。1960年代建成世界第一座撞擊測試试验场以测试真实条件下的安全带。 1970年代开发儿童安全系统。1980年代安全带业务扩展到韩国、美国、爱尔兰。1987年开始生产安全气囊。1990年代成为跨国公司。2000年并购德国对手Petri公司，并设立高田-Petri（但于2012年改名为高田AG），进入宝马的供应链。